# Gallifa
Gallifa település Spanyolországban, Barcelona tartományban. Lakosainak száma 172 fő (2024).

## Földrajza
Gallifa Castellterçol, Sant Feliu de Codines, Caldes de Montbui, Sant Llorenç Savall és Granera községekkel határos.

## Népesség
A település lakosságának változását az alábbi diagram mutatja:
| Lakosok száma | 121  | 227  | 155  | 122  | 80   | 209  | 214  | 202  | 172  | 172  |
|               | 1717 | 1887 | 1936 | 1960 | 1986 | 2004 | 2009 | 2014 | 2019 | 2024 |